# Fernando Labat
Fernando Labat (Azul, Provincia de Buenos Aires, Argentina, 23 de octubre de 1922 - Buenos Aires, Argentina, 30 de junio de 2004), cuyo nombre completo era Fernando Ramón Labat fue un actor de cine, radio, teatro y televisión con extensa carrera en su país hasta su retiro en 1995.

## Carrera profesional

### Teatro
Labat era egresado del Conservatorio Nacional de Arte Escénico en el cual estudió en la década de 1940 y fue allí discípulo de Cunill Cabanellas. Además de su labor actoral fue también bailarín de los conjuntos de Joaquín Pérez Fernández y de Mecha Quintana. Integró la Comedia Nacional y el elenco estable del Teatro General San Martín, además de diversas compañías.
En 1951 participó en la representación de Los caballeros de la tabla redonda y en 1954 trabajó en el Teatro Liceo junto a Paquita Vehil, Marcos Zucker, Juan Vehil, Alberto Bello, Federico Mansilla en la obra Qué pequeño era mi mundo de Camilo Darthés y Carlos S. Damel. En el mismo año y teatro actuó en La alondra, de Jean Anouilh dirigido por Juan y Luisa Vehil. En el elenco estaban entre otros actores, Alberto Bello, Rafael Salvatores, Cayetano Biondo, Antonia Herrero y Enrique Chaico.
En octubre de 1963 participó en el Teatro General San Martín junto a Teresa Blasco, Eva Dongé y Juan Carlos Palma en la representación de la obra Tiempo de Federica, de Luisa Mercedes Levinson, con la dirección de Armando Discépolo.
En 1965 participó del elenco de Capocómico.
En 1966 hizo una gira por el interior del país formando parte de la compañía encabezada por Osvaldo Terranova que representaba la obra El vicario, que había sido prohibida en la Capital Federal. Integraban el elenco, entre otros actores, Alfonso de Grazia, Lalo Hartich, Dora Prince, Enrique Talión, Mario Moret, Conrado Corradi, Pedro Escudero y Juan Vehil.
También trabajó en El precio, de Arthur Miller, dirigido en 1968 por Román Viñoly Barreto en el Teatro Odeón junto a Raúl Rossi, Myriam de Urquijo y Oscar Ferrigno.
En diciembre de 1969 interpretó junto a Ernesto Bianco la obra Los bandidos, en el teatro del Jardín Botánico y en 1982 trabajó junto a Oscar Viale, Leonor Manso, Aldo Braga, Mario Alarcón, Alejandra Boero, Alfonso de Grazia, Chela Ruiz y Ulises Dumont, entre otros, en la obra Periferia.
Otra de las obras en las que participara fue Pasión y muerte de Silverio Leguizamón, de Bernardo Canal Feijóo dirigido en 1983 por José María Paolantonio en el Teatro General San Martín.
En 1986 actuó en la obra Mattinata
y en 1990 participó de la representación de Equus en el rol del siquiatra dirigido por Cecilio Madanes.
Otras obras que representó fueron Luces de bohemia, de Valle-Inclán, Barrabás, de Michel de Ghelderode, El pan de la locura, de Carlos Gorostiza, entre otras.

### Cine
Su debut en cine se produjo en 1948 en la película no estrenada comercialmente Tierras hechizadas.Entre sus actuaciones posteriores se destacan sus interpretaciones en Operación Masacre (1973)  y en Más allá del sol (1975).

### Radio
En la radio formó la pareja protagónica con Fernanda Mistral en varias radionovelas y en 1952 participó en Radio Belgrano junto a  José María Gutiérrez y Blanca del Prado del radioteatro Mi divino dolor, escrito por Yaya Suárez Corvo.

### Televisión
En la década de 1960 actuó y dirigió por Canal 7 el programa Teatro Universal que transmitía versiones televisivas de prestigiosas obras teatrales. Televisión: Los juegos del fervor y del azar (enlace roto disponible en Internet Archive; véase el historial, la primera versión y la última).
En 1963 trabajó por Canal 13 en el ciclo Yo…soy usted con idea y dirección de María Herminia Avellaneda, un programa que trataba temas comprometidos y actuales que obtuvo el premio Martín Fierro en el rubro teleteatros. En el mismo año y canal participó en el teleteatro Toda una historia, escrito por Carlos Gorostiza en un elenco en el que se encontraba, entre otras prestigiosas figuras, la actriz Analía Gadé, venida al efecto desde España.
Entre octubre y noviembre de 1967 participó en la versión televisiva dirigida por David Stivel del poema Martín Fierro, realizada en 8 capítulos por Canal 11. En 1971 participó en el unitario televisivo "Rito de adviento", escrito por Juan Carlos Gené y emitido por Canal 9.
En 1981 participó junto a la actriz Niní Gambier de la interpretación por televisión de la obra El organito.

## Filmografía
Actor
- Más allá del sol    (1975)
- La madre María    (1974)
- Operación Masacre    (1973).... Comisario Penas
- El destino    (1971)
- Kuma Ching   (1969)
- El amor nunca muere    (1955)
- La dama del mar    (1954)
- Mercado negro    (1953) …pianista
- El gaucho y el diablo    (1952)
- El extraño caso del hombre y la bestia   (1951)…Actor en cabaret
- Vidalita      (1950)
- Fangio, el demonio de las pistas    (1950)
- Almafuerte    (1949)
- Corrientes, calle de ensueños    (1949)
- La cuna vacía    (1949)
- Crimen entre bastidores    Inédita (1948)
- Tierras hechizadas    Inédita (1948)
- La Secta del trébol   (1948) …Policía 2

## Televisión
- La elegida    (1992) Serie.... Federico Padilla
- El exterminador    (1972)  miniserie.... Erik
- Romeo y Julieta  (1966)

## Teatro
Intérprete
- Biógrafo
- El discípulo del diablo
- Luces de bohemia
- Tiempo de Federica
- Las tres hermanas
- La escuela del escándalo
- La doncella prodigiosa